# Этьен, Пол Деннис
Пол Деннис Этьен (англ. Paul Dennis Etienne; род. 15 июня 1959, Телл-Сити, штат Индиана, США) — американский прелат. Епископ Шайенна с 19 октября 2009 по 4 октября 2016. архиепископ Анкориджа с 4 октября 2016 по 3 сентября 2019. Архиепископ Сиэтла с 3 сентября 2019.

## Биография

### Семья и ранние годы
Пол Деннис Этьен родился 15 июня 1959 года в городе Телл-Сити, в штате Индиана. Он был вторым сыном в семье Пола Этьена и Кей, урождённой Вож. Кроме него в семье было ещё три сына и две дочери. По окончании высшей школы в Телл-Сити, некоторое время работал менеджером в обувном магазине. Затем поступил в Белларминский колледж в городе Луисвилл, в штате Кентукки, по окончании которого продолжил образование в семинарском колледже Святого Иоанна Вианнея при университете Святого Фомы в городе Сент-Пол, в штате Миннесота. В 1986 году защитил степень бакалавра в области делового администрирования.
В 1986—1987 годах в Конференции католических епископов Соединённый Штатов он работал помощником координатора визитов в США римского папы Иоанна Павла II. В 1988–1992 годах обучался Северо-Американском колледже в Риме. По окончании образования защитил степень бакалавра священного богословия в Папском Григорианском университете.

### Священник
27 июня 1992 года Пол Деннис Этьен был рукоположен в сан священника архиепархии Индианаполиса. Его первым служением, длившимся с 1992 по 1993 год, было служение помощника настоятеля в приходе Святого Варнавы в Индианаполисе и помощника директора призваний в архиепархии Индианаполиса. Затем он продолжил образование в Риме в Папском Григорианском университете и Папском университете святого Фомы Аквината — Ангеликуме, где в 1995 году защитил степень лиценциата священного богословия.
По возвращении в архиепархию Индианаполиса, Пол Деннис Этьен нёс следующие служения: с 1995 по 1998 год был директором призваний в архиепархии Индианаполиса и священником в приходах Святой Анны и Святого Иосифа в округе Дженнингс, с 1998 по 2007 год был священником в приходе Божией Матери Неустанной Помощи в Нью-Олбани, с 2007 по 2008 год — священником в приходе Святого Симона в Индианаполисе, с 2008 по 2009 год — священником в приходе Святого Иоанна Богослова в Индианаполисе. Одновременно с этим, с 2007 по 2009 год был проректором в семинарском колледже епископа Симона Брутэ в Индианаполисе, а также нёс другие служения, например, вице-постулатора в процессе по беатификации слуги Божьего епископа Симона Брутэ

### Епископ
19 октября 2008 года апостольский нунций в Вашингтоне, архиепископ Пьетро Самби, объявил о том, что римский папа Бенедикт XVI номинировал Пола Денниса Этьена в епископы Шайенна. Он стал восьмым епископом этой епархии. 9 декабря 2009 года он был хиротонисан в Шаеннском гражданском центре денверским архиепископом Чарльзом Джозефом Чапутом, которому сослужили индианаполисский архиепископ Дениэл Марк Бьючлайн и гринбейский епископ Дэвид Лорин Риккен, ранее возглавлявший шайеннскую кафедру. В церемонии также принимали участие апостольский нунций архиепископ Пьетро Самби и кардинал Роджер Махони. И в тот же день Пол Деннис Этьен взошёл на кафедру.

### Архиепископ
4 октября 2016 года Папа Франциск назначил его архиепископом Анкориджа. 9 декабря того же года он взошёл на кафедру и стал четвёртым архиепископом этой архиепархии. До этого времени апостольским администратором архиепархии Анкориджа был её бывший глава, отправленный на покой по достижении соответствующего возраста.
3 сентября 2019 года Папа Франциск назначил его архиепископом Сиэтла.